# Страйк робітників Альбертівського рудника 1895
Альбе́ртівського рудника́ стра́йк робітникі́в 1895 — страйк у Бахмутському повіті Катеринославської губернії, викликаний жорстокою експлуатацією і жахливими умовами праці. 

## Історія
Виник через відмову шахтовласників підвищити на 30 коп. плату за куб. сажень видобутого вугілля. Спочатку 1 травня застрайкувало 200 робітників. Спроба адміністрації звільнити їх натрапила на рішучий опір решти 300 робітників, які 3 травня приєдналися до страйку. 
Викликане військо арештувало 18 чол. і силоміць змусило страйкарів розпочати роботу.